# Henry de Beauvoir De Lisle

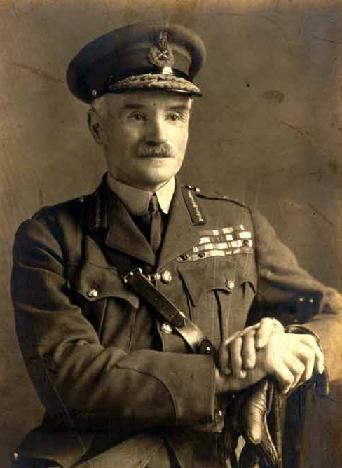
Sir Beauvoir De Lisle

Sir Henry de Beauvoir De Lisle KCB KCMG DSO (* 27. Juli 1864 auf Guernsey; † 16. Juli 1955 in London) war ein britischer General im Ersten Weltkrieg.

## Leben
De Lisle erhielt seine Erziehung auf Jersey und besuchte dann das Royal Military College in Sandhurst. 1883 wurde er Offizier im 2. Bataillon der Durham Light Infantry (berittene Infanterie) auf Gibraltar.
In den folgenden Jahren durchlief er die üblichen Kolonialverwendungen. Er diente 1885 bis 1886 bei der berittenen Infanterie der Frontier Field Force in Ägypten und im Sudan, wo er an der Schlacht von Ginnis 1885 teilnahm. Im folgenden Jahr wurde er in Ägypten als Companion des Distinguished Service Order ausgezeichnet. 1891 wurde er zum Captain befördert und war von 1892 bis 1896 Adjutant im 2. Bataillon der Durham Light Infantry in Poona, Britisch-Indien. Hier macht er sich vor allem als passionierter und erfolgreicher Polospieler einen Namen. 1898 gewann er mit seiner Mannschaft die Championship of India für sein Regiment.
1899 besuchte er das Staff College in Camberley ging danach nach Südafrika, um am zweiten Burenkrieg (1899–1902) teilzunehmen. Er war am Entsatz von Kimberley im Oranje-Freistaat 1900 beteiligt und wurde im selben Jahr als Companion des Order of the Bath ausgezeichnet. Danach kommandierte er in Südafrika eine Einheit der berittenen Infanterie, die er selbst aufgestellt hatte, und wurde 1902 Major und Brevet-Lieutenant-Colonel.
1902 wechselte De Lisle von der berittenen Infanterie zu den 5th Dragoon Guards, einer Einheit der Kavallerie. Im selben Jahr wurde er Kommandierender Offizier der 2. Provincial Regiment of Hussars in Hounslow, Middlesex und 1903 stellvertretender Kommandeur der 1st Royal Dragoons, deren Kommandeur er von 1906 bis 1910 war. 1906 zum Lieutenant-Colonel und Brevet-Colonel befördert, erhielt er 1910 den vollen Rang eines Colonel.
1910 wechselte De Lisle als Generalstabsoffizier ersten Grades zum Aldershot Command. 1911 zum temporären Brigadier-General ernannt, wurde er zunächst Kommandeur der zum Eastern Command gehörenden 4. Kavalleriebrigade, dann im selben Jahr Kommandeur der zum Southern Command gehörenden 2. Kavalleriebrigade. In dieser Stellung blieb er bis zum Ersten Weltkrieg.
Nach Beginn des Krieges führte er zunächst seine 2. Brigade und dann die 1. Kavalleriedivision im Rahmen der British Expeditionary Force in Frankreich und wurde 1914 zum temporären, 1915 dann zum regulären Major-General, ernannt. Im Juni dieses Jahres wurde er nach Gallipoli geschickt, um den Befehl über die 29th Division zu übernehmen. Am 16. August 1915 wurde er bis zur Ankunft Byngs zum temporären Befehlshaber des IX Corps ernannt.
Nach dem Abbruch des Dardanellen-Unternehmens übernahm er wieder seine alte Stellung als Kommandeur der 29th Division, mit der er an der Westfront unter anderem an der Schlacht an der Somme 1916 sowie der Dritten Flandernschlacht und der Schlacht von Cambrai 1917 teilnahm. Im März 1918 erhielt er im temporären Rang eines Lieutenant-General den Befehl über das XIII. Korps, einen Monat später über das XV. Korps. Mit letzterem nahm er an der Vierten Flandernschlacht sowie der Hunderttageoffensive teil.
Nach Kriegsende wurde er 1919 zum substantiellen Lieutenant-General befördert und zum Befehlshaber des Western Command ernannt, was er bis 1923 blieb. 1926 schied er im Rang eines Generals aus dem aktiven Dienst aus.
De Lisles Auszeichnungen sind heute im Museum der Durham Light Infanterie (DLI Museum) zu besichtigen.

## Werke
- Polo in India. Thacker & Company, Bombay 1907.
- Tournament polo. Eyre and Spottiswoode, London 1938.
- Reminiscences of sport and war. Eyre & Spottiswoode, London 1939.